# Zoltán Votisky
Zoltán Votisky (wym. [zoltaːn votiʃki], ur. w 1883 w Kieżmarku, zm. 7 stycznia 1919 w Tatrzańskiej Polance) – węgierski taternik.
Uczył się w liceum w Kieżmarku, później (po ukończeniu studiów na uniwersytecie w Budapeszcie) pracował w nim jako nauczyciel.
Przed I wojną światową należał do najaktywniejszych węgierskich taterników. Jego partnerami wspinaczkowymi byli m.in. Alfréd Grósz, Tibold Kregczy i Lajos Rokfalusy.
Poza Tatrami wspinał się też w Dolomitach. Pełnił funkcję sekretarza Węgierskiego Towarzystwa Turystycznego.
Został pochowany na cmentarzu w Kieżmarku.

## Osiągnięcia taternickie
- pierwsze przejście południowej ściany Batyżowieckiego Szczytu (1 lipca 1912 r.[2], z Gyulą Komarnickim i Romanem Komarnickim),
- pierwsze zimowe wejścia na Mały Lodowy Szczyt i Baranie Rogi (1911, z Kregczym i Rokfalusym)[1],
- pierwsze wejście zachodnią granią na Jaworowy Szczyt (17 sierpnia 1905 r., z Grószem i Gyulą Gretzmacherem),
- pierwsze wejście północną granią na Śnieżny Szczyt (13 lipca 1912 r., z Grószem),
- pierwsze wejście południowo-zachodnią granią na Sławkowski Szczyt od Siennej Przehyby (lipiec 1912 r., z Grószem),
- pierwsze wejście północną granią na Wielką Śnieżną Turnię (13 lipca 1912 r., z Grószem),
- pierwsze wejście północno-wschodnią granią na Koprowy Wierch (21 sierpnia 1912 r., z Lajosem K. Hornem)[2].